# رالستن، لسترشر
رالستن (به انگلیسی: Rolleston) یک روستا و محله مدنی در بریتانیا است که در Harborough واقع شده‌است.